# 二陶半羽花介
二陶半羽花介（学名：Hemicytherura eretaoi）为尾花介科半羽花介屬下的一个种。